# Agger viae

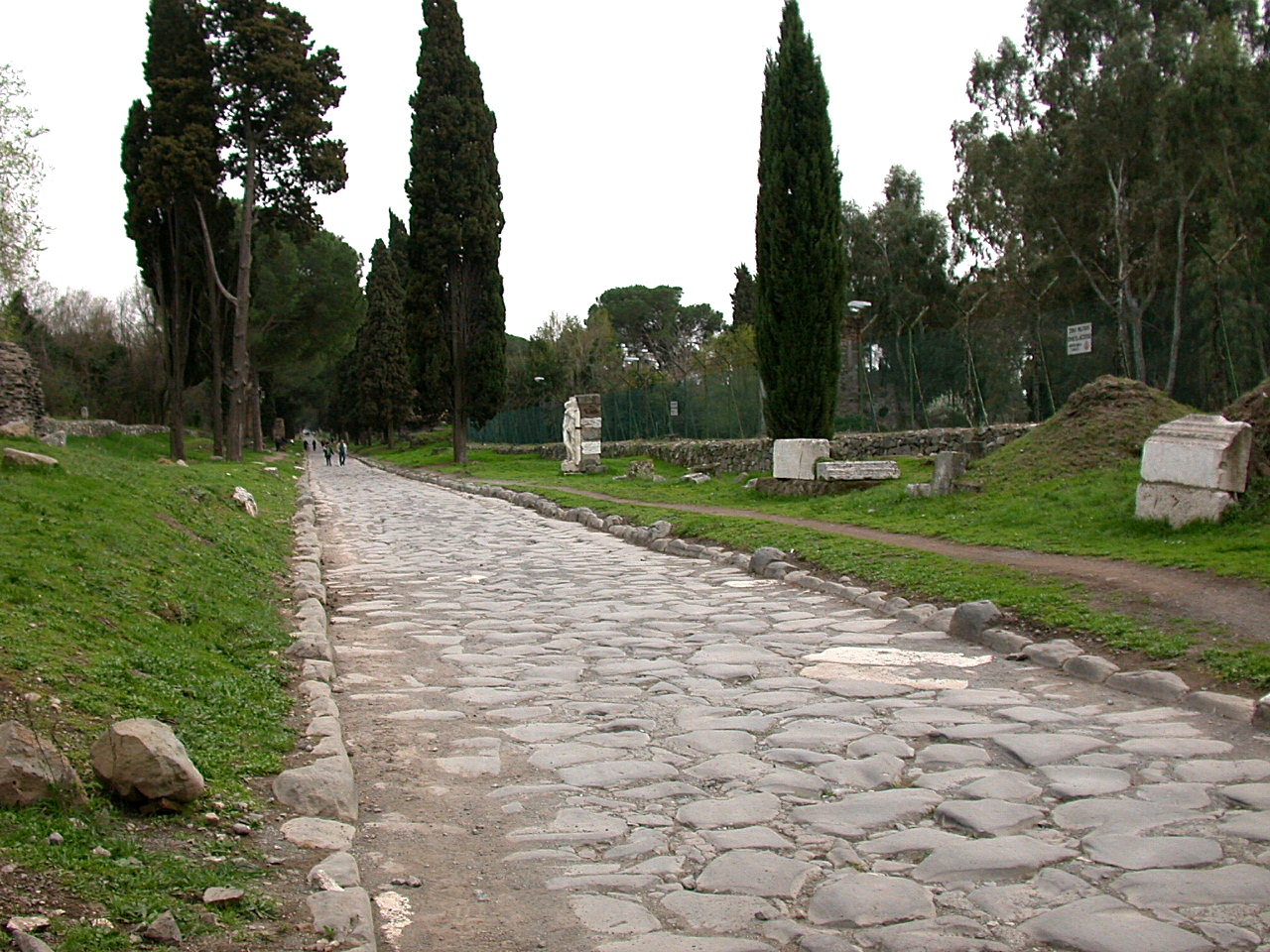
Basolato della via Appia antica

L'Agger viae (o anche Dorsum) era il lastricato delle strade romane realizzato con grosse pietre poligonali in pietra lavica o calcarea, levigate sulla superficie (i cosiddetti basoli), accostate le une alle altre per pavimentare tutto il selciato stradale. Questo veniva realizzato lievemente bombato, di poco più alto verso il centro, allo scopo di far defluire le acque piovane verso i lati, dove due bordi paralleli simili a piccoli marciapiedi (le crepidines) racchiudevano il basolato e delimitavano la strada.
Esempi visibili ancora oggi sono:
- Via Appia Antica.
- Via Nomentana nei pressi dell'incrocio con Via della Cesarina a Sant'Alessandro (Roma)
- ecc.

## Tecnica a Sampietrini
La tecnica attuale di porre i sampietrini per pavimentare le strade parrebbe derivare dal lastricato delle strade romane.